# Martinistraße (Bremen)

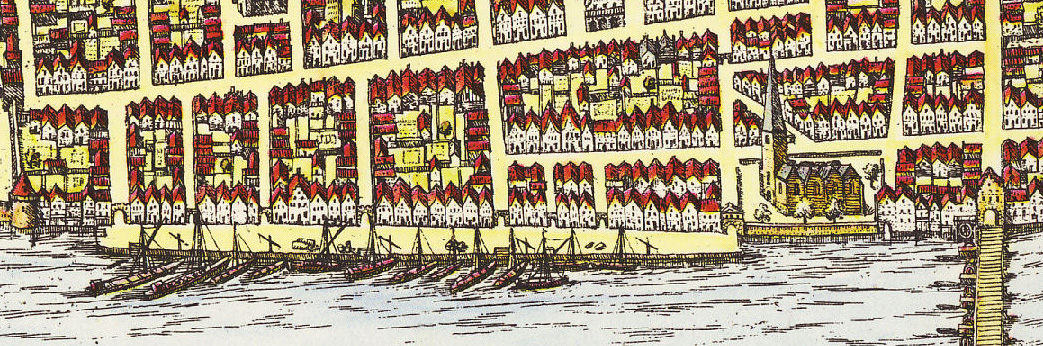
Bremen um 1600 mit Martini-Kirche, darüber die alte Martinistraße, südlich die Schlachte

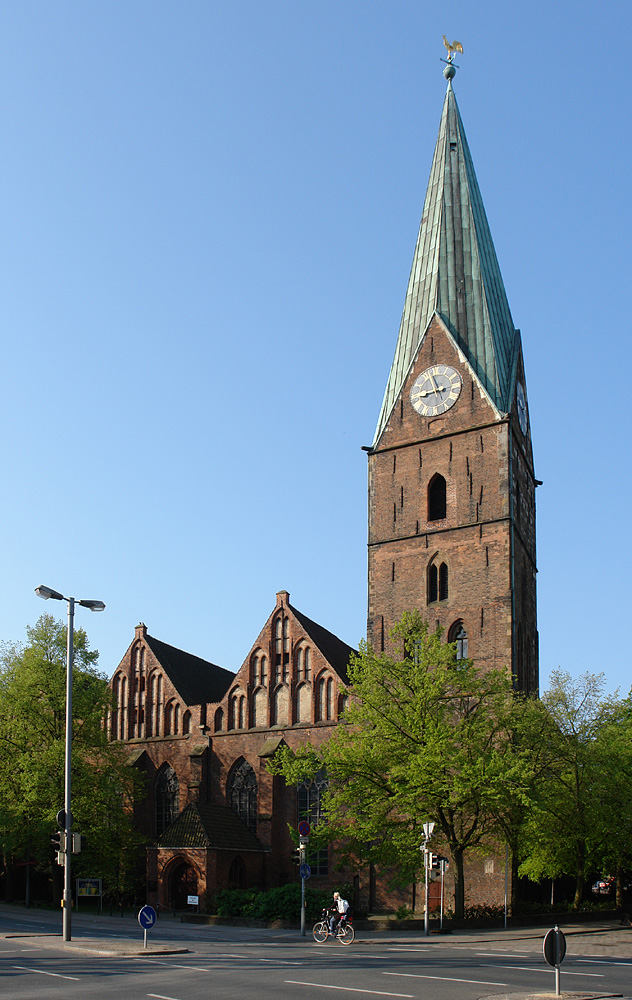
Martinikirche, Nordseite

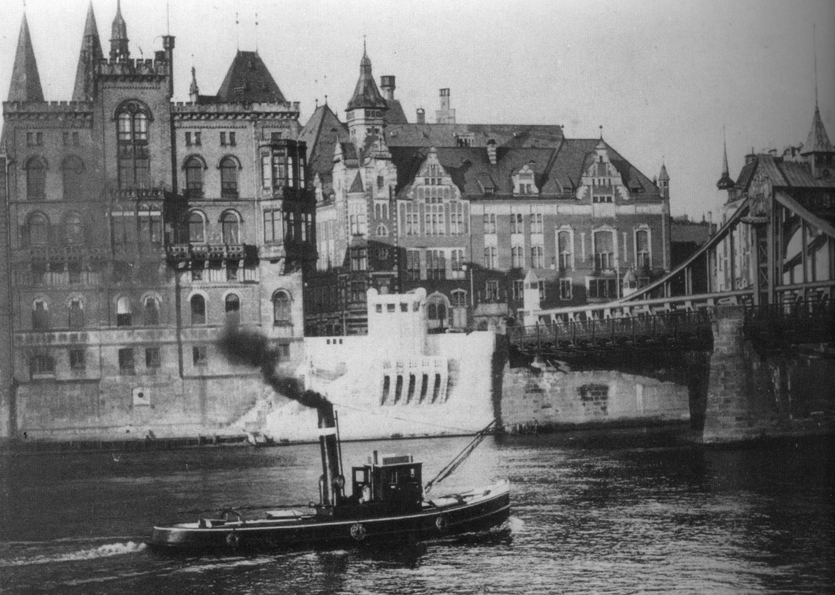
Haus der Familie von Kapff von 1907, Martinistr./Ecke Große Weserbrücke

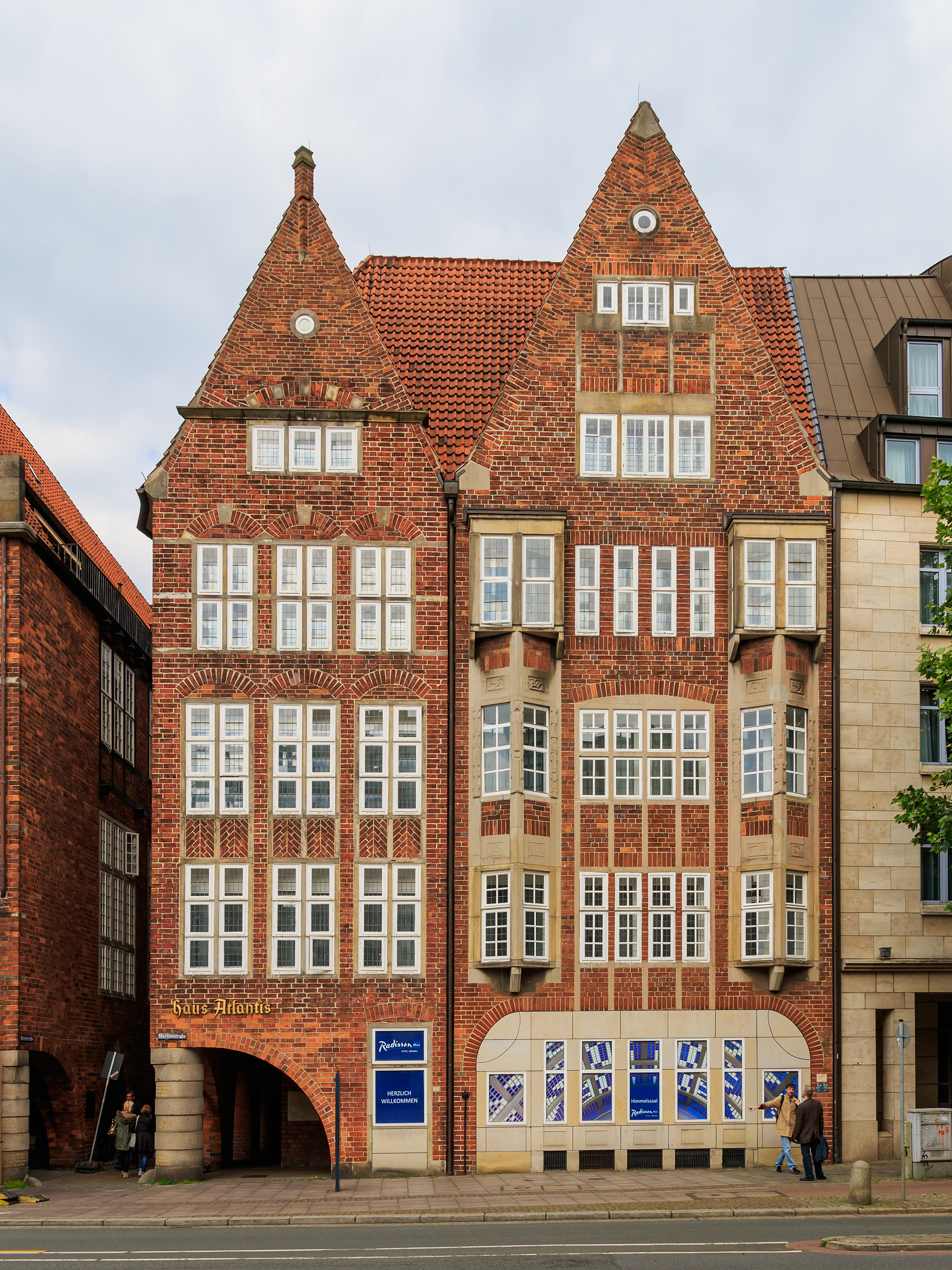
Nr. 17: Haus Atlantis

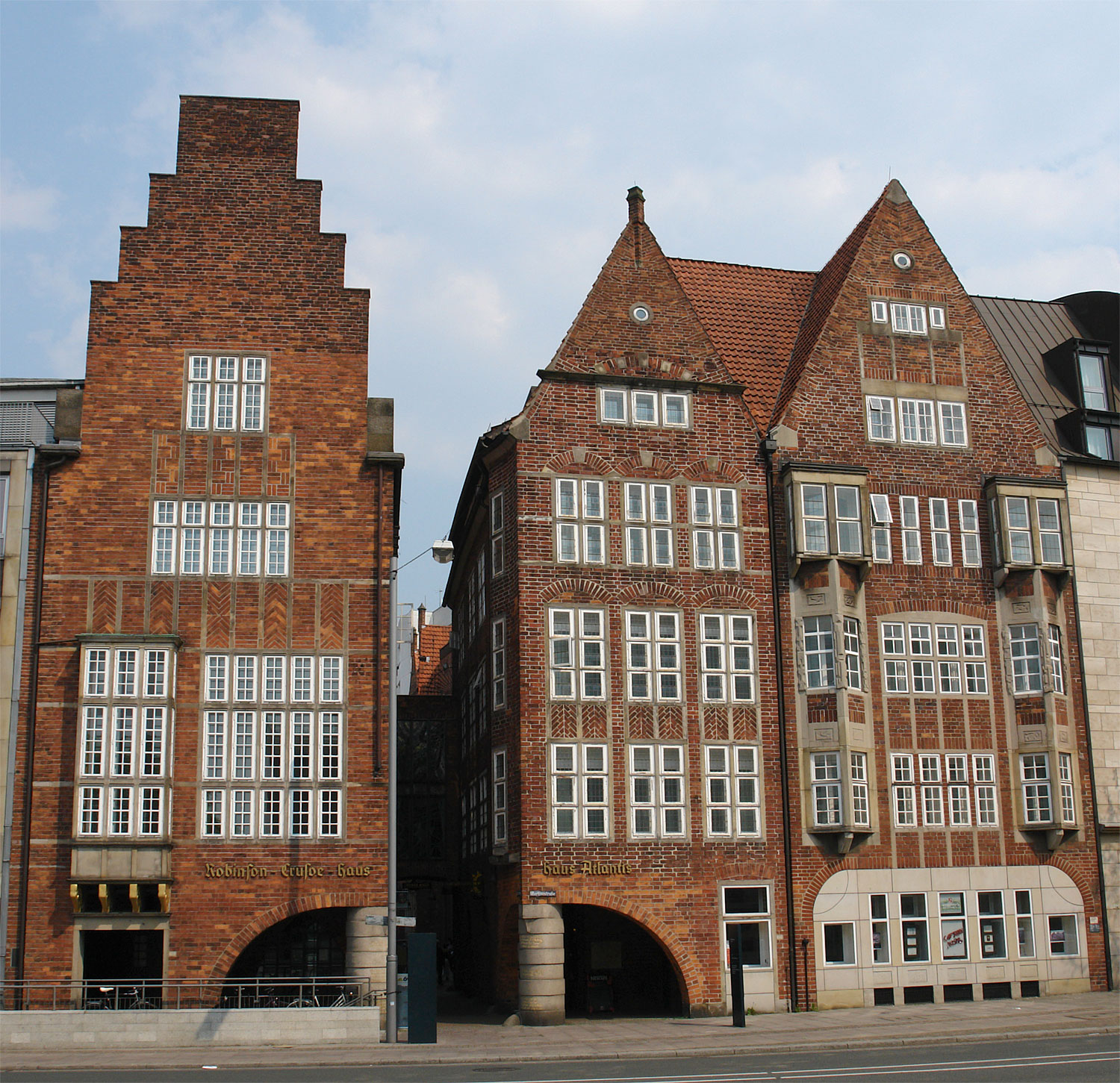
Nr. 17/19: Robinson-Crusoe-Haus (links) und Haus Atlantis, Blick von der Martinistraße

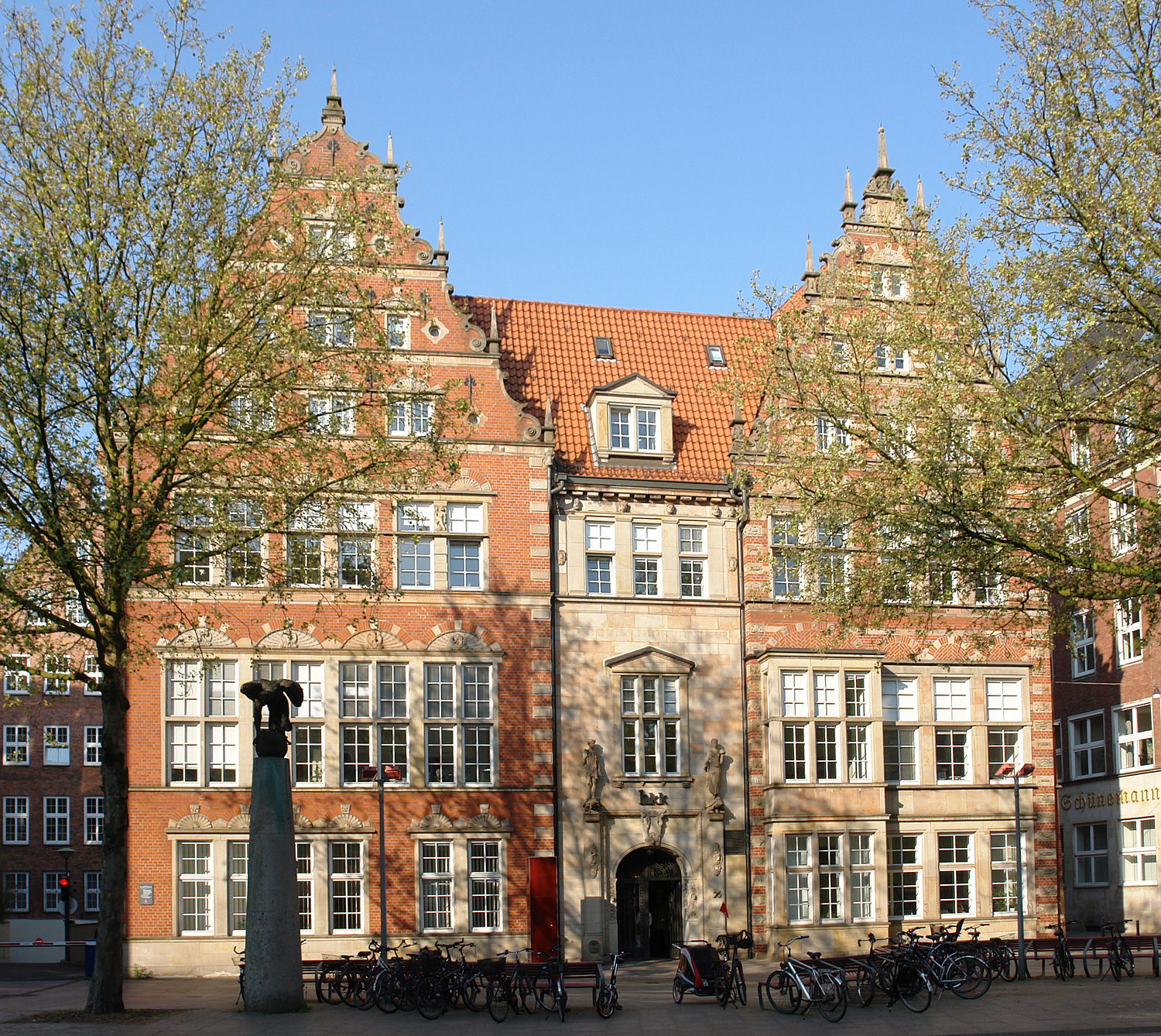
Nr. 24/26 Haus der Handelskrankenkasse

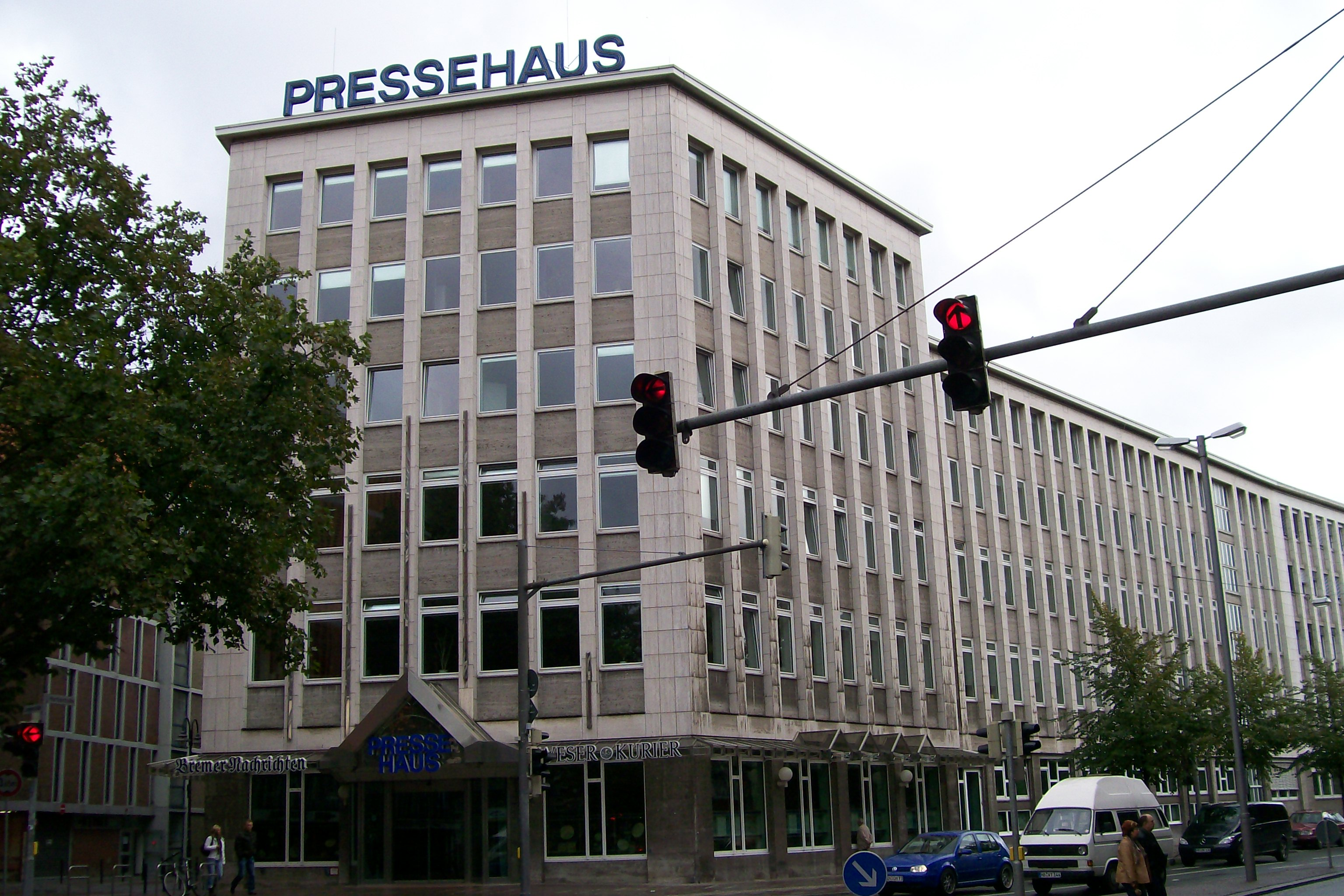
Nr. 43: Pressehaus vom Weser-Kurier

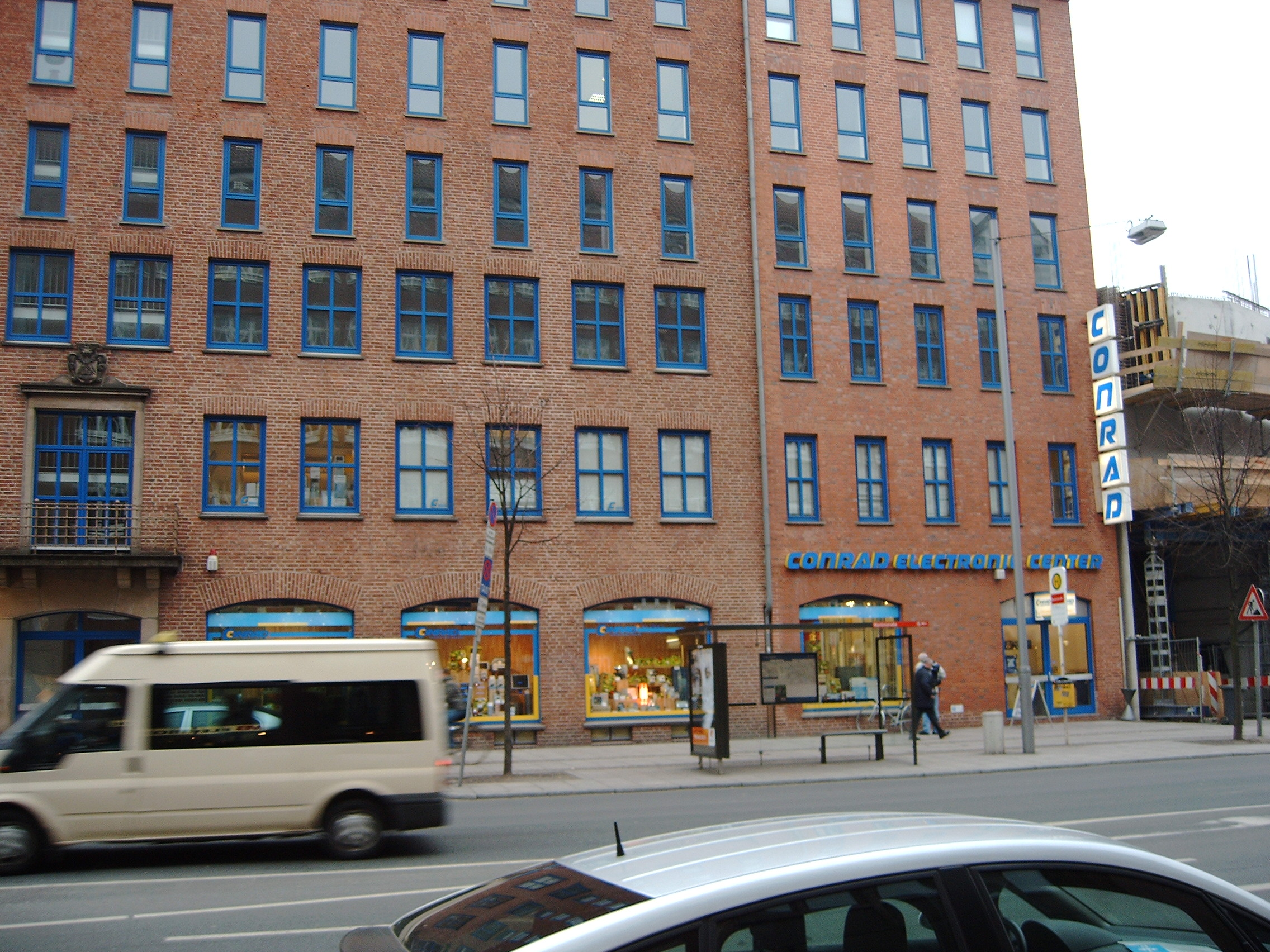
Nr. 47: Geschäfts- und Bürohaus

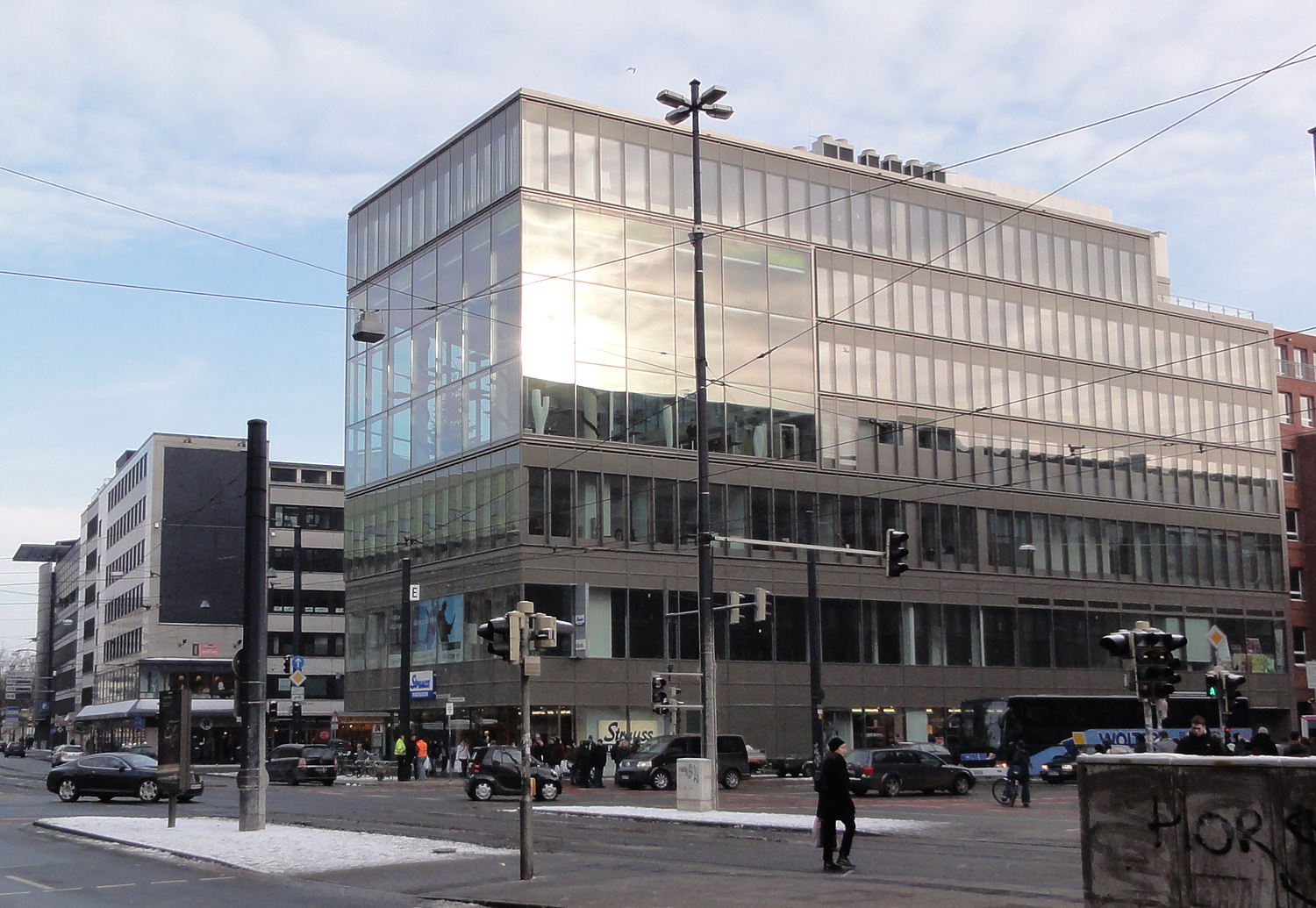
Brillissimo Am Brill

Die Martinistraße ist teilweise eine historische Straße in Bremen im Stadtteil Mitte in der Altstadt. Sie führt in Ost-West-Richtung von der Tiefer zum Am Brill und zur Faulenstraße.
Die Querstraßen wurden benannt als Hinter der Holzpforte nach der Holzpforte an der Weser in der Bremer Stadtmauer, Stavendamm nach Stave = Stube, da es hier Badestuben für die Besatzung der Schiffe gab, Balgebrückstraße nach einer kleinen Brücke über die Balge von der Holzpforte zur Schlachte, Wilhelm-Kaisen-Brücke nach Bürgermeister Wilhelm Kaisen, Wachtstraße nach einer Wache beim Brückentor, das es bis 1839 gab, Böttcherstraße, wo die Böttcher, Kimker, Fass- und Zubermacher ansässig waren, Bredenstraße (1360) weil sie damals eine breite (brede) Straße war, Erste Schlachtpforte nach einer Pforte in der Stadtmauer, Martiniplatz nach der Kirche, Ulenstein nach Ul=Topf, hier verkauften die Töpfer ihre per Boot angelieferten Waren, Zweite Schlachtpforte, s. o., Langenstraße (1234 die longa platea) auf Grund ihrer Länge, Pieperstraße (Bremen) nach den hier wohnenden Stadtmusikanten, Heimlichenstraße nach einem heimlichen Weg der genutzt wurde, wenn die Pforten nachts geschlossen waren, Kurze Wallfahrt nach ihrer Nutzung bei schlechtwetter bedingten, abgekürzten Fronleichnamsprozessionen, Bürgermeister-Smidt-Straße nach Bürgermeister Johann Smidt, Am Brill nach einer Pforte (bis zum 16. Jh.) in der Bremer Stadtmauer; ansonsten siehe bei Link zu den Straßen.

## Geschichte

### Name
Die Straße erhielt den Namen nach der St.-Martini-Kirche, der Sunte Marten aus dem 13. Jahrhundert für die Pfarrgemeinde von 1229. Der spätgotische Backsteinbau erlitt 1944 schwere Zerstörungen und wurde nach dem Krieg wieder aufgebaut. Die Martinikirche galt jahrhundertelang als die Kirche der Kaufleute, die Ollermannskarken nach den Älterleuten der Kaufmannschaft.

### Entwicklung
Die Martinistraße war eine Straße, die im Mittelalter von der Wachtstraße/Tiefer vorbei an der Martinikirche bis zur Zweiten Schlachtpforte führte und vor einem Packhaus endete. Die Verlängerung bis zum Brill erfolgte erst nach 1961.

#### Martinidurchbruch
Im Zweiten Weltkrieg wurden 1944 viele Häuser im Umfeld der heutigen Martinistraße zerstört. Die Stadt wollte beim Neuaufbau diese Gegebenheit nutzen, um den Verkehr neu zu ordnen. Der Bremer Marktplatz sollte dabei umfahren werden. Im Herbst 1944 schlug der damalige Baudirektor Wilhelm Wortmann u. a. den Martinidurchbruch vor. Im November 1945 legte die Bauverwaltung einen gesamtstädtischen Verkehrslinienplan mit dem Martinidurchbruch vor. Im Mai 1949 beschloss die Bremische Bürgerschaft für die Altstadt einen Verkehrslinienplan, bei der der Verkehr abseits des Marktplatzes über Martinistraße, Pieperstraße, Papenstraße, Knochenhauerstraße, Schüsselkorb, Violenstraße und Balgebrückstraße geführt werden sollte (Kleiner Ring). Ein großes Tangentenviereck war für den Fernverkehr vorgesehen, bestehend aus (Breitenweg, durch Bürgergruppen verhinderte und nicht realisierte Trasse durch die Mozartstraße, Neuenlander Straße, Oldenburger Straße/B75).
1951 legten die Architekten Arthur Bothe und Rolf Störmer zusammen mit dem Stadtplanungsamt eine Planung für eine neue, erweiterte Martinistraße mit 18 Meter Straßenbreite vor. Diese war nach dem die Weser kreuzenden Straßendurchbruch der Bürgermeister-Smidt-Straße (früher Kaiserstraße) von 1875 der zweite bedeutsame Straßendurchbruch in Bremen-Mitte. Bebauungspläne dazu wurden 1953/55 beschlossen. Beim Martinidurchbruch wurden mehrere alte Straßen unterbrochen oder sie verschwanden (u. a. Molken-, Senf-, Starken-, Heeren-, Schmiede- und Wilkenstraße). Der schräg kreuzende Verlauf der historischen Langenstraße wurde dabei empfindlich gestört. Eine Tieflage der Martinistraße an dieser Stelle sowie ein 1949 von Hermann Struss vorgeschlagener alternativer Straßenverlauf an der Schlachte wurden nicht weiter erörtert. Eine erwogene Verlegung der Straßenbahn aus der Obernstraße in die Martinistraße wurde auch nicht weiter verfolgt, wird aber bis heute von verschiedenen Akteuren angeregt. Vom Oktober 1961 bis zum Mai 1962 wurde die Verlängerung realisiert und 1968 nach dem inzwischen geschlossenen Fußgängertunnel Am Brill im heutigen Verlauf abgeschlossen.

### Verkehr
Die Straßenbahn Bremen verläuft parallel mit den Linien 2 und 3 in der nahen Obernstraße und sie kreuzt Am Brill mit der Linie 1 sowie an der Wilhelm-Kaisen-Brücke mit den Linien 4, 6 und 8.
Im Nahverkehr in Bremen verkehrt auf der Martinistraße die Buslinie 25 (Weidedamm-Süd – Utbremer Ring – Am Brill – Domsheide – Hauptbahnhof – Julius-Brecht-Allee – Osterholz).

## Gebäude und Anlagen
An der Straße befinden sich vier- bis zwölfgeschossige Gebäude.

### Baudenkmale
- Martinikirchhof 3: St. Martini-Kirche (Sunte Marten) vom 13. Jahrhundert
- Nr. 17: 4-gesch. Haus Atlantis am Ende der Böttcherstraße von 1931 nach Entwürfen von Bernhard Hoetger
- Nr. 19: 4-gesch. Robinson-Crusoe-Haus am Ende der Böttcherstraße von 1931 nach Plänen von Ludwig Roselius, Alfred Runge und Eduard Scotland, Bremen
- Nr. 27: 5-gesch. Wohn- und Bürohaus von 1750 nach Plänen von Theophilus Wilhelm Frese (untere Fassade: Barock u. Rokoko) bzw. 1965 als Wiederaufbau
- Nr. 26: 3- gesch. Kontor- und Wohnhaus mit zwei Giebeln der Deutschen Dampfschiffahrts-Gesellschaft „Hansa“ von 1914 von den Architekten Heinrich Behrens & Friedrich Neumark. Wiederaufbau von 1950 von den Architekten Heinrich Wilhelm Behrens, alte Giebel (Martinistraße) von um 1570 und 1630, Portal (Schlachte 6) von 1601/10. Seit 1981: Haus der Handelskrankenkasse
- Nr. 28: 5-gesch. Bürohaus (ex. Verlagshaus als Schünemannhaus) von 1927 nach Plänen von Carl Rotermund im Ensemble Schlachte
- Langenstraße 28/Ecke Martinstraße: 3-gesch. Kontorhaus Suding und Soeken von um 1620/30[2] im Stil der Renaissance, 1902 erneuert

### Weitere Gebäude und Anlagen
- Nr. 1/Ecke Wachtstraße: 6-gesch. Geschäfts- und Bürohaus des Bankvereins Bremen von 1978 nach Plänen von Theodor und Klaus Rosenbusch
- Wilhelm-Kaisen-Brücke von 1960
- Wilhelm-Kaisen-Brücke 1: Von 1910 bis 1944: Firmensitz der so genannten Kappfsche „Burg“ von Ludwig von Kapff; von 1962 bis 2017: 4- bzw. 10-gesch. August-Kühne-Haus des Speditionsunternehmen Kühne + Nagel nach Plänen von Cäsar Pinnau aus Hamburg; seit 2017 5- bzw. 12-gesch. deutlich größerer Neubau des August-Kühne-Hauses nach Plänen von MPP Meding Plan, Hamburg.[3]
- Nr. 5/6 früher Geschäftshaus der Firma C.H. Haake nach Plänen von Otto Blendermann 1911 umgebaut
- Nr. 8–12: 5-gesch. Geschäfts- und Wohnhaus
- Nr. 16: 5-gesch. Hotel
- Nr. 24: 5-gesch. Bürohaus als Albingahaus (eine Versicherung) um 1970 nach Plänen von Peter Ahlers, Bremen
- Nr. 27: 5-gesch. Hotel von 2017
- Martiniplatz
- Nr. 30: 6-gesch. Geschäfts- und Bürohaus der ÖVB Versicherungen (VGH-Versicherung) von 1986 nach Plänen von Horst Rosengart, Bremen
- Nr. 34 früher: Packhaus des Wein und Spirituosenhauses Joh. Eggers Sohn ab 1840
- Nr. 41: Von um 1806 bis Mitte des 19. Jahrhunderts Sitz des Handelshauses Gebrüder Kulenkampff
- Nr. 43: 6-/7-gesch. Pressehaus vom Weser-Kurier von 1957 nach Plänen von Richard Schepke, Kassel
- Langenstraße Nr. 13: BREPARKhaus Pressehaus von um 2010 mit 660 Stellplätzen
- Nr. 48/Ecke Langenstraße: 9-gesch. Bürohaus
- Nr. 57: 6-gesch. Geschäfts- und Bürohaus von 1967 bach Plänen von Gerhard Müller-Menckens, Bremen
- Nr. 72/Ecke Bürgermeister-Smidt-Straße und Am Brill: 6-gesch. Bürohaus als Zürich-Haus der Zürich Versicherung von 1995 nach Plänen von Gert Schulze, Bremen
- Am Bill/Ecke Martinistraße: 7-gesch Kauf- und Geschäftshaus Brillissimo von 2010 nach Plänen von Grüntuch Ernst Architekten, Berlin

### Denkmale, Brunnen

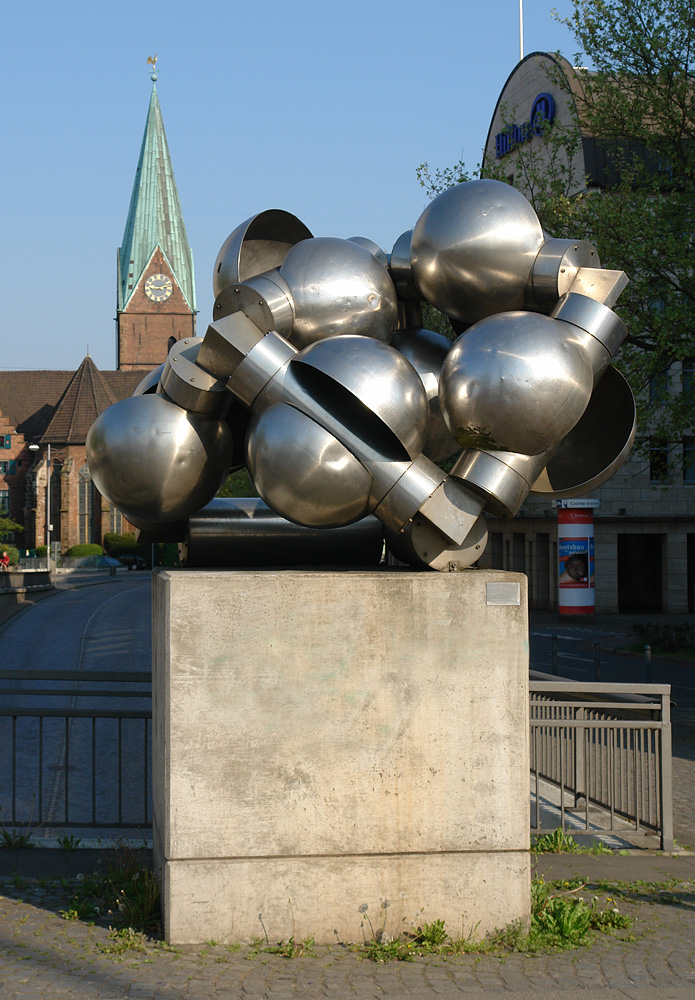
Kinetisches Objekt

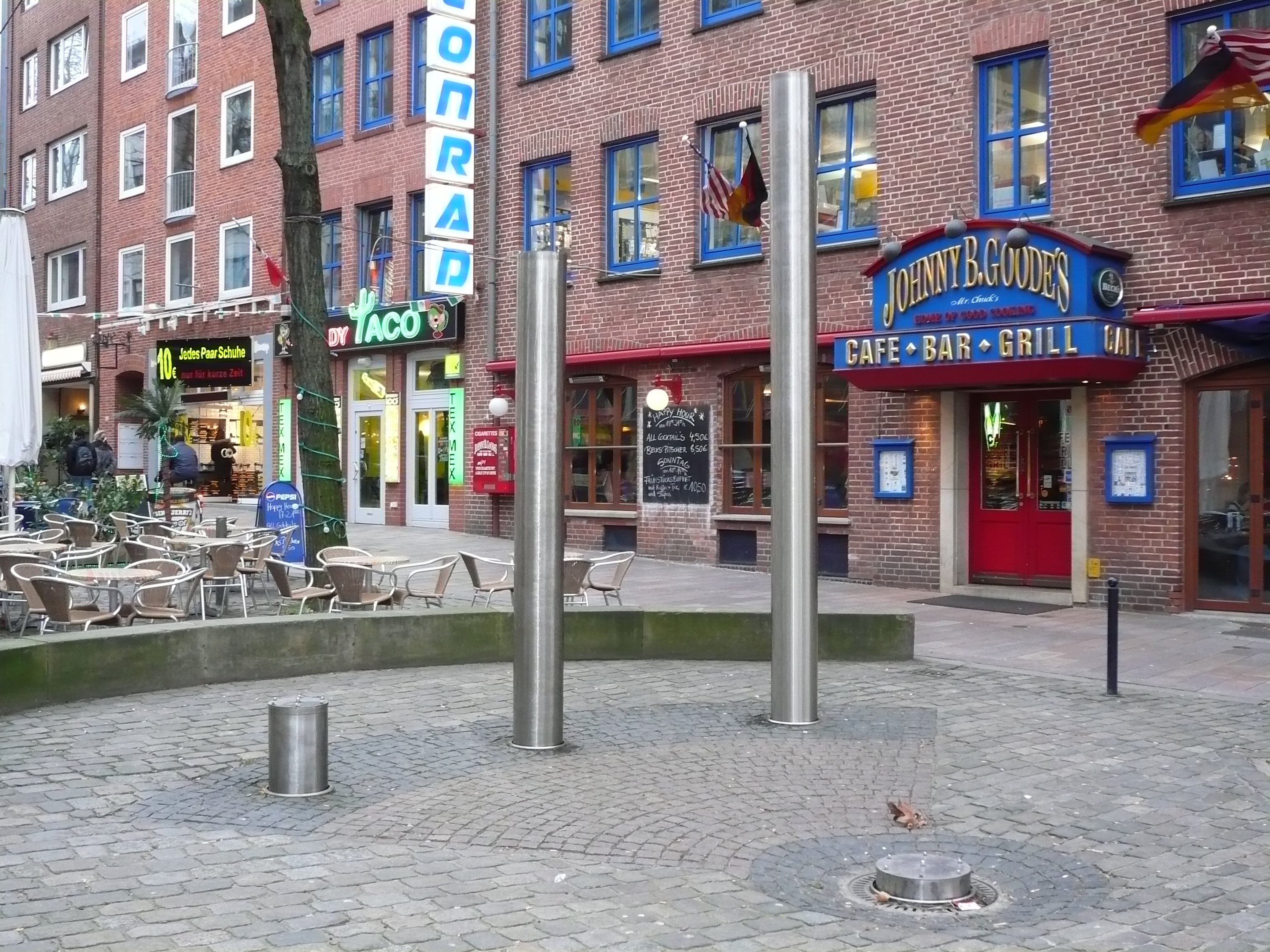
Gezeitenbrunnen

- Nr. 26: Adler aus Bronze auf Steinsockel von 1971 von Bildhauer Hans Wimmer, München; er soll Unsterblichkeit, Mut, Weitblick und Kraft symbolisieren
- Martinistraße/Ecke Balgebrückstraße: Kinetisches Objekt in Bremen von 1973 aus Edelstahl auf einem Betonsockel vom Berliner Bildhauer Hein Sinken
- Am Neanderhaus neben der Martinikirche: Jakobusbrunnen von 1957 als abgewandelte Nachbildung des zerstörten Originals von 1718
- Martinistraße/Pieperstraße: Gezeitenbrunnen von 1992 vom Objektkünstler Wolfgang Zach